# Johann Carl Heinrichs
Johann Carl Conrad Heinrichs (* 20. Juli 1793 in Friedland (Mecklenburg); † 19. April 1855 ebenda) war ein deutscher evangelischer Theologe, Gymnasiallehrer, Pastor und Präpositus.

## Leben
Johann Carl Heinrichs, Sohn des Seilermeisters Samuel Heinrichs, besuchte die Gelehrtenschule in Friedland. Danach begann er sein Studium der Theologie an der Universität Berlin. Er wurde 1813 Mitglied des Corps Vandalia I Berlin und hörte bei Friedrich Schleiermacher. 1813 wurde er Mitglied des Lützowschen Freikorps, wo er als Freund Friedrich Ludwig Jahns nach dessen Diktat dessen Wehrsprüche am Krankenlager niederschrieb. 1814 setzte er sein Studium an der Universität Jena fort und wurde zunächst Mitglied der Corpslandsmannschaft Vandalia Jena. Er gehörte 1815 zu den Jenenser Vandalen, die die Urburschenschaft begründeten und verfasste als enger Freund von Heinrich Riemann deren Burschenschaftsurkunde (Constitution), die im Original verloren, aber in zwei Abschriften erhalten ist. 1815/16 beendete Heinrichs sein Studium in Berlin. Er war zunächst bei der Familie Berlin in seiner Heimatstadt als Hauslehrer beschäftigt. 1817 erhielt er eine Stelle als Prorektor am Gymnasium in Friedland und wurde 1818 dessen Rektor. 

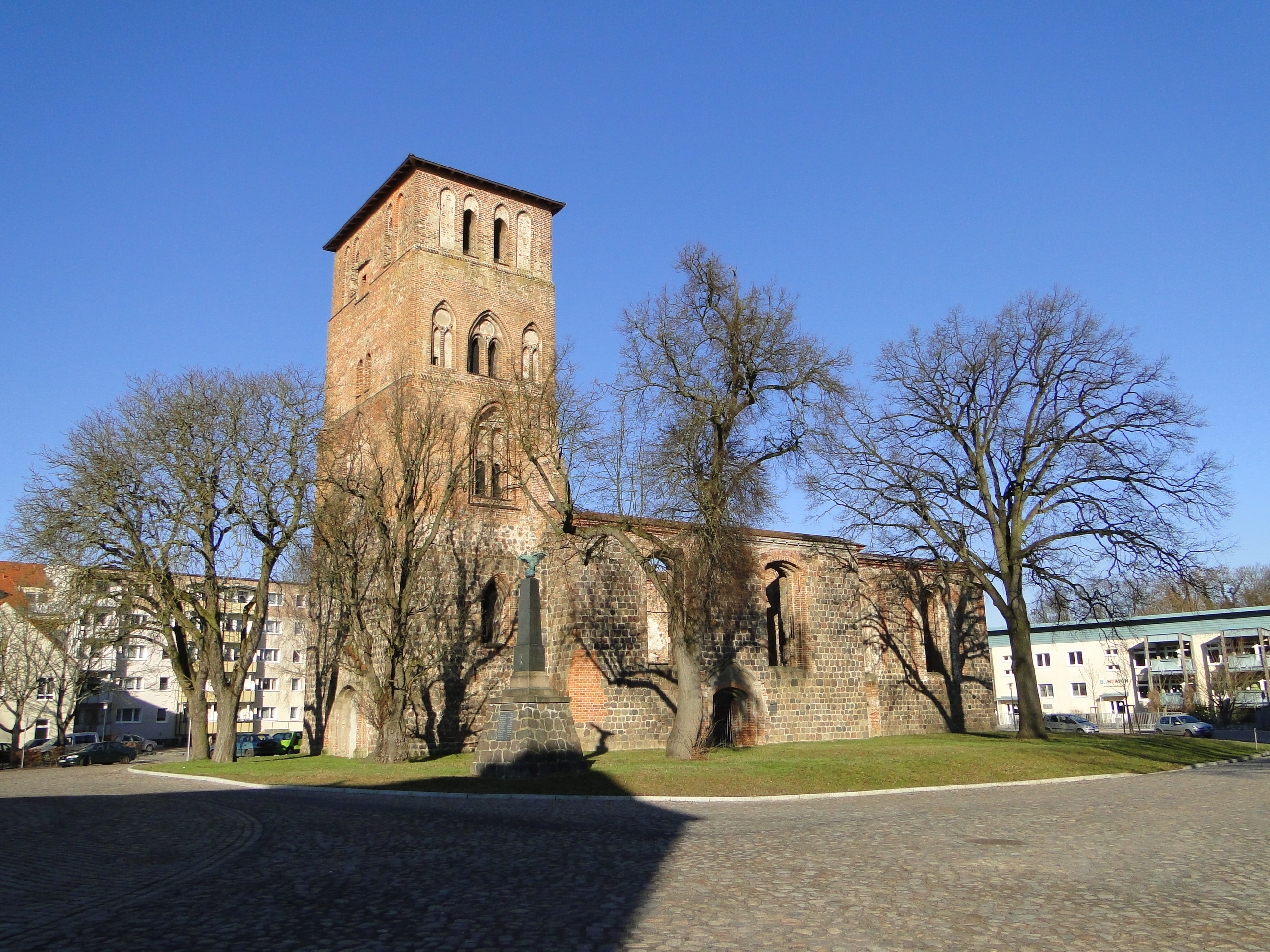
Ruine der Nikolaikirche in Friedland

1819 wurde Heinrichs Pastor der Nikolaikirche (seit 1945 Ruine) in Friedland und 1839 Präpositus seines Sprengels. Mit seinem Weggefährten Riemann verband ihn auch in Friedland eine lebenslange Freundschaft. Riemann war zeitgleich mit Heinrichs dessen Kollege an der Pfarrkirche St. Marien (Friedland) und beschreibt den Tod seines Freundes in seiner Stadtchronik Friedlands.